# Кяревере (остановочный пункт)
Кя́ревере (эст. Kärevere raudteepeatus) — остановочный пункт в деревне Кяревере Тюриской волости на линии Таллин — Вильянди. Находится на расстоянии 109 км от Балтийского вокзала.
На остановке Кяревере расположен низкий перрон и один путь. На остановке останавливаются пассажирские поезда, курсирующие между Таллином и Вильянди. Из Таллина в Кяревере поезд идёт 1 час и 40-48 минут.